# アンドロメダ座プサイ星
アンドロメダ座ψ星（アンドロメダざプサイせい、ψ Andromeda、ψ And）は、アンドロメダ座の恒星である。三重連星と考えられ、見かけの合成等級は4.95である。

## 星系
アンドロメダ座ψ星は多重星で、ワシントン重星カタログでは6つの「伴星」が収録されている。25秒離れたところにある15等星（B）、62秒離れたところにある13等星（C）、3分離れたところにある9等星（D）、そして4分離れたところにある10等星（E）が視覚的に分離でき、この4星とアンドロメダ座ψ星の関係は明らかではないが、たまたま同じ視線方向にある見かけ上の関係ではないかと予想される。一方で、キットピーク国立天文台の4メートル・メイヨール望遠鏡の観測でスペックル干渉法により、は、アンドロメダ座ψ星（Aa）から0.2秒離れているAb星と、0.3秒離れているAc星が発見された。アンドロメダ座ψ星が、かねてから分光連星であると指摘されていたことや、離角の小ささから、この2つの恒星は真の伴星で、アンドロメダ座ψ星は三重連星であろうと考えられている。
三重連星は、軌道がわかっておらず、アンドロメダ座ψ星Aaの周りをアンドロメダ座ψ星AbとAcがそれぞれに公転しているのか、アンドロメダ座ψ星Abとアンドロメダ座ψ星Acの対がアンドロメダ座ψ星Aaの周りを公転しているのかという階層構造も明らかではない。アンドロメダ座ψ星Acは、離角を手掛かりに公転周期が大体300年程度と仮定されている。アンドロメダ座ψ星Abの公転周期は、大体75年程度という値が示されているが、連星としての関係そのものがまだ不確実であるとみる向きもある。

## 特徴
主星のアンドロメダ座ψ星Aaは、比較的珍しい黄色超巨星で、スペクトル型はG5 Ibと分類される。表面の有効温度は約5000 K、質量は太陽のおよそ5.4倍で、金属量は太陽に比べて若干豊富であるとみられる。
アンドロメダ座ψ星Acは高温度星であり、スペクトル、特に紫外線天文衛星IUEが観測した紫外スペクトルでアンドロメダ座ψ星Aaと分離できるので、ある程度特徴がわかっている。スペクトル型は、はっきりと求められていないが、晩期B型から早期A型で、おそらくはB9型、光度階級も不明だが、準巨星ではないかと予想される。表面の有効温度はおよそ11000 K、質量は太陽のおよそ2.7倍で、アンドロメダ座ψ星Aaより3等級近く暗い。アンドロメダ座ψ星Abについては、ほとんど何もわかっていない。
アンドロメダ座ψ星Aaの年齢はおよそ8000万年と推定され、真の連星であればアンドロメダ座ψ星Ab、Acについても同様と考えられる。

## 名称
中国では、アンドロメダ座ι星は、飛行する蛇神を意味する螣蛇（拼音: Téng Shé）という星官を、とかげ座α星、とかげ座4番星、はくちょう座π2星、はくちょう座π1星、HD 206267、ケフェウス座13番星、ケフェウス座ε星、とかげ座β星、カシオペヤ座σ星、カシオペヤ座ρ星、カシオペヤ座τ星、カシオペヤ座AR星、とかげ座9番星、アンドロメダ座3番星、アンドロメダ座7番星、アンドロメダ座8番星、アンドロメダ座λ星、アンドロメダ座κ星、アンドロメダ座ι星などと共に形成する。アンドロメダ座ψ星自身は、螣蛇二十（拼音: Téng Shé èrshí）、つまり騰蛇の20番星といわれる。